# Erzeparchie Zypern
Die Erzeparchie Zypern (lat.: Archieparchia Cyprensis Maronitarum) ist eine 1357 gegründete Eparchie der Maronitischen Kirche mit Sitz in Nikosia.

## Geschichte
Christen der Maronitischen Kirche aus Syrien, dem Heiligen Land und dem Libanon siedelten sich zwischen dem achten bis zwölften Jahrhundert auf Zypern an. Die größten Einwanderungen folgten dann in den Jahren 1224, 1570, 1596, 1776 und 1878. Von den über 100 maronitischen Ortschaften und Gemeinden blieben nach den Verfolgungen und Vertreibungen die Ortschaften Kormakitis, Karpasia, Asomatos und Agia Marina übrig. Der erste Bischof der Maronitischen Kirche war Bischof Hananya, der während der Regentschaft der Lusignans auf Zypern um 1316 sein Amt übernahm. Die venezianischen Machthaber auf Zypern, von 1489 bis 1571, hinterließen eine geschundene Insel. Die Maroniten fielen diesem Herrschaftssystem zum Opfer und wurden parallel hierzu auch von den griechisch-orthodoxen und römisch-katholischen Christen bedrängt. 1514 wandte sich der Maronitische Patriarch an Papst Leo X. und beklagte die Machenschaften und die Beschlagnahme von maronitischen Kirchen durch den lateinischen Bischof von Nikosia. Mit der Herrschaft der Osmanen von 1571 bis 1878 verschlechterte sich die Situation der maronitischen Christen zusehends. Sie wurden aus ihren Ortschaften vertrieben, die Kirchen wurden zerstört und der Bischof musste seinen Bischofssitz verlassen. Mit dem Tod von Bischof Luc, einem Zyprioten, im Jahre 1673 residierte kein maronitischer Bischof auf Zypern. Die Bischöfe von Zypern besuchten nur noch sporadisch die Insel, und die zurück gebliebenen maronitischen Gläubigen wurden durch Franziskaner (OFM) betreut.
1735 entsandte der Generalsuperior des Ordens der libanesischen Maroniten (OML) zwei Mönche nach Zypern; sie sollten für die maronitische Gemeinde eine Schule errichten, welche 1763 eröffnet wurde. 1763 beschloss die Synode der maronitischen Bischöfe, dass der Sitz des Bischofs von Zypern zunächst im Libanon verbleiben sollte.
Heute existieren auf Zypern elf Gemeinden, diese sind in Nikosia (gleichzeitig Bischofssitz), Kormakitis, Asomatos, Ayia Marina, Karpasha, Anthoupolis, Kotsiatis, Limassol, Polemidia, Larnarca, Paphos.
Einige der Maroniten Zyperns sprechen noch Zyprisches Arabisch, ein Dialekt des Arabischen.

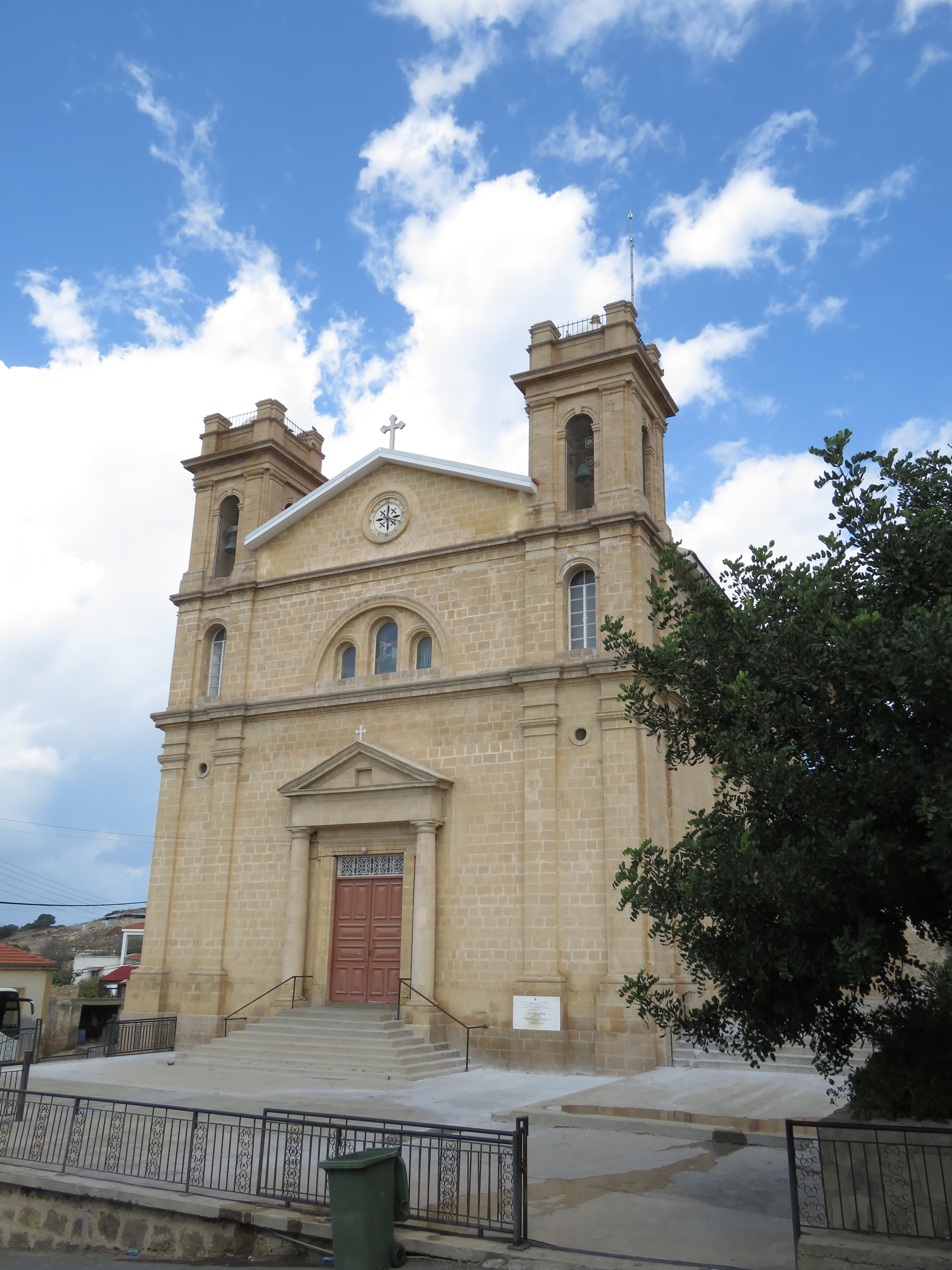
Kormakitis – St.-Georgs-Kirche
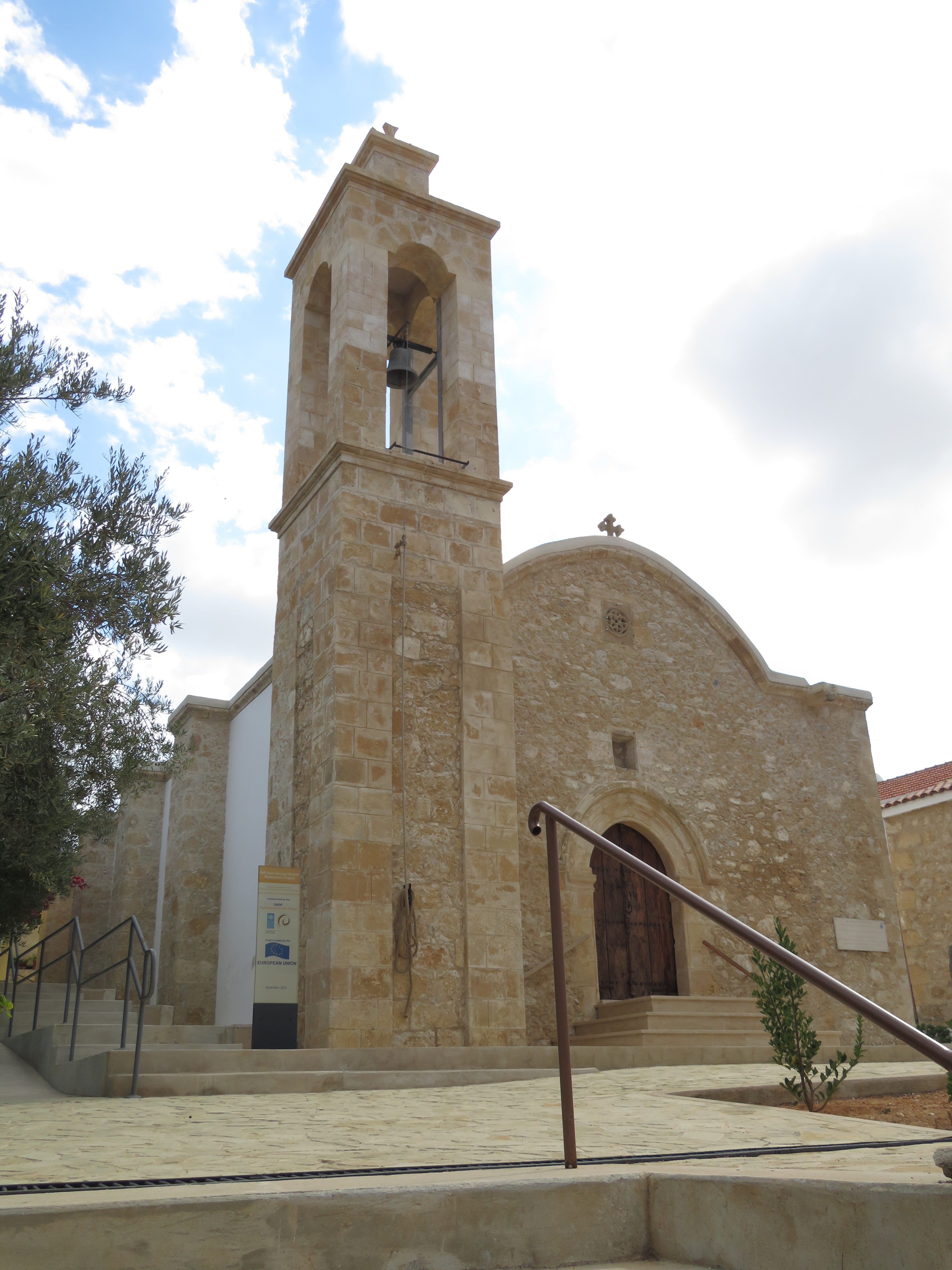
Kormakitis – Alte St.-Georgs-Kirche

## Bischöfe der Eparchie
- Youssef, bis 1588
- Youhanna, 1588 bis 1596
- Moise Anaisi von Akura, 1598 bis 1614
- Girgis Maroun al Hidnani, 1614 bis 1634
- Sarkis Al Jamri (oder Elias al Hidnani), 1662 bis 1668
- Stefan Douayhy, 1668 bis 1670
- Boutros Doumit Makhlouf, ab 1674
- Youssef, ab 1687
- Toubia el Khazen, 1756 bis 1766
- Philibos Gemayel II., bis 1795
- Giuseppe Giagia, ab 1843
- Giuseppe Zogbi, 1883 bis 1892
- Nematalla Seluan, 1892 bis 1910
- Paolo Auad, 1911 bis 1941
- François Ayoub, 1942 bis 1954 (später Erzbischof von Aleppo)
- Elie Farah, 1954 bis 1986
- Joseph Mohsen Béchara, 1986 bis 1988 (später Erzbischof von Antelien)
- Boutros Gemayel, 1988 bis 2008
- Joseph Soueif, 2008–2020
- Selim Jean Sfeir seit 2020